# Heliade Rădulescu
Heliade Rădulescu – wieś w Rumunii, w okręgu Buzău, w gminie Ziduri. W 2011 roku liczyła 840 mieszkańców.